# Euagra auxo
Euagra auxo là một loài bướm đêm thuộc phân họ Arctiinae, họ Erebidae.